# Amtsgericht Krempe

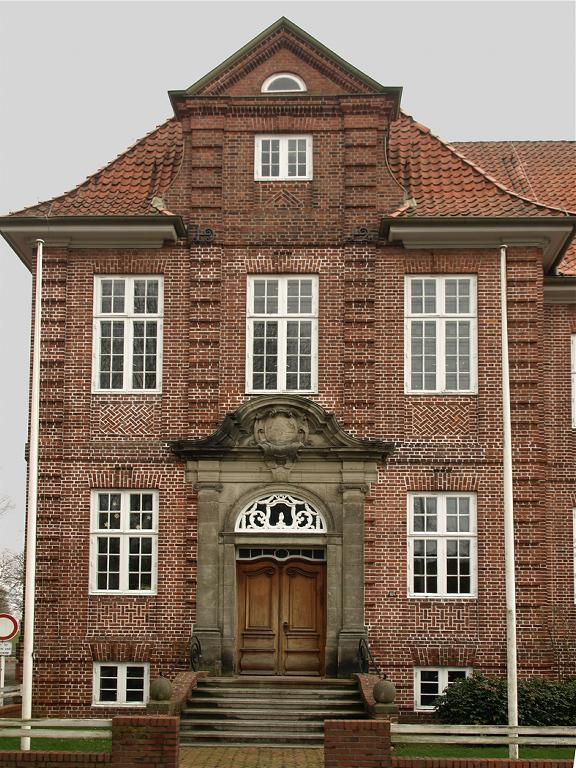
Ehem. Amtsgerichtsgebäude

Das Amtsgericht Krempe (früher: Amtsgericht Crempe) war ein deutsches Amtsgericht mit Sitz in Krempe (Steinburg).

## Geschichte
Mit der Annexion Schleswig-Holsteins wurden 1867 in der nunmehr preußischen Provinz fünf Kreisgerichte und das übergeordnete Appellationsgericht Kiel eingerichtet. Als Eingangsgerichte wurden Amtsgerichte geschaffen, darunter das Amtsgericht Crempe als eines von 17 Amtsgerichten des Kreisgerichts Itzehoe. Den Gerichtssprengel bildete die Kremper Marsch, das Patrimonialgut Horst, die klösterlich Uetersener Vogtei Crempdorf, sowie Sommerland und Grönland, Schönmoor und Siethwende und die Höfe Daunenhof und Hesse. Mit dem Inkrafttreten des deutschen Gerichtsverfassungsgesetzes am 1. Oktober 1879 wurden reichsweit einheitlich Amts-, Land- und Oberlandesgerichte geschaffen. Das Amtsgericht Krempe blieb bestehen und war nun dem Landgericht Altona nachgeordnet. Sein Gerichtsbezirk umfasste daraufhin aus dem Kreis Steinburg den Stadtbezirk Krempe und die Gemeindebezirke Altenmoor, Borsfleth, Elskopp, Grevenkopp, Hohenfelde, Horst, Kammerland, Kiebitzreihe, Krempdorf, Moordiek, Neuenbrook, Rethwisch, Sommerland-Grönland und Süderau. Am Gericht bestand 1880 eine Richterstelle. Das Amtsgericht war damit ein kleines Amtsgericht im Landgerichtsbezirk.
Als Altona durch das Groß-Hamburg-Gesetz von 1937 nach Hamburg eingemeindet wurde, wurde das Landgericht Altona nach Itzehoe verlegt. Im Jahre 1981 wurde das Amtsgericht Krempe aufgehoben, und das Amtsgericht Itzehoe übernahm seine Aufgaben.

## Amtsgerichtsgebäude
Das Amtsgerichtsgebäude (Stiftstraße 16a) wurde 1912 in Backsteinarchitektur im neobarocken Stil mit Walmdach errichtet. Es steht unter Denkmalschutz.